# Filippo Marsigli
Pour les articles homonymes, voir Marsigli.

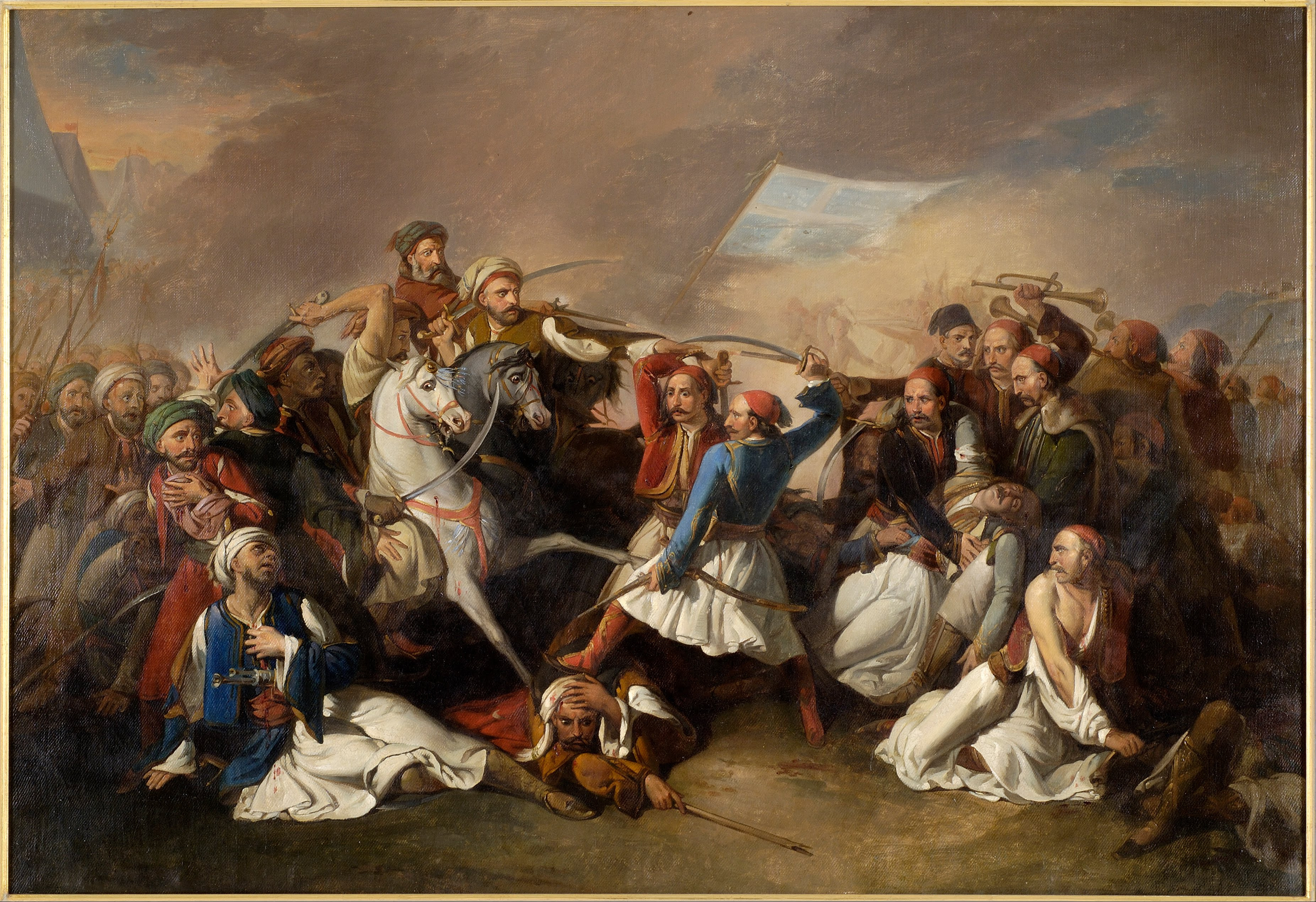
La Mort de Botzaris (1836-1839), Musée Benaki d'Athènes.

Filippo Marsigli (né le 15 septembre 1790 à Portici et mort le 8 mai 1863 à Naples) est un peintre italien d'Histoire excellant dans les toiles de grand format à sujet épique. De style académique, il était professeur à l'Institut royal des beaux-arts de Naples.

## Biographie
En 1821, son tableau intitulé La Tomba dell'uomo da bene (La Tombe de l'homme de bien) remporte un prix à une exposition napolitaine.
Marsigli peignit en 1841 de concert avec Camillo Guerra, Gennaro Maldarelli et Giuseppe Cammarano les fresques des plafonds des salons du palais royal de Naples. Marsigli décora aussi la sala d’Amore, qui est aujourd'hui la salle de lecture de la Bibliothèque nationale de Naples. Il peignit dans quatre ovales les Heures et Cupidon: Terpsichore invite les Heures à la danse, La Danse des Heures, la Prison de Cupidon et La Fugue de Cupidon. La même coterie de peintres décora aussi l'abside de la cathédrale de Caserte.
Son frère, Giuseppe Marsigli, était aussi peintre.

## Notes et références

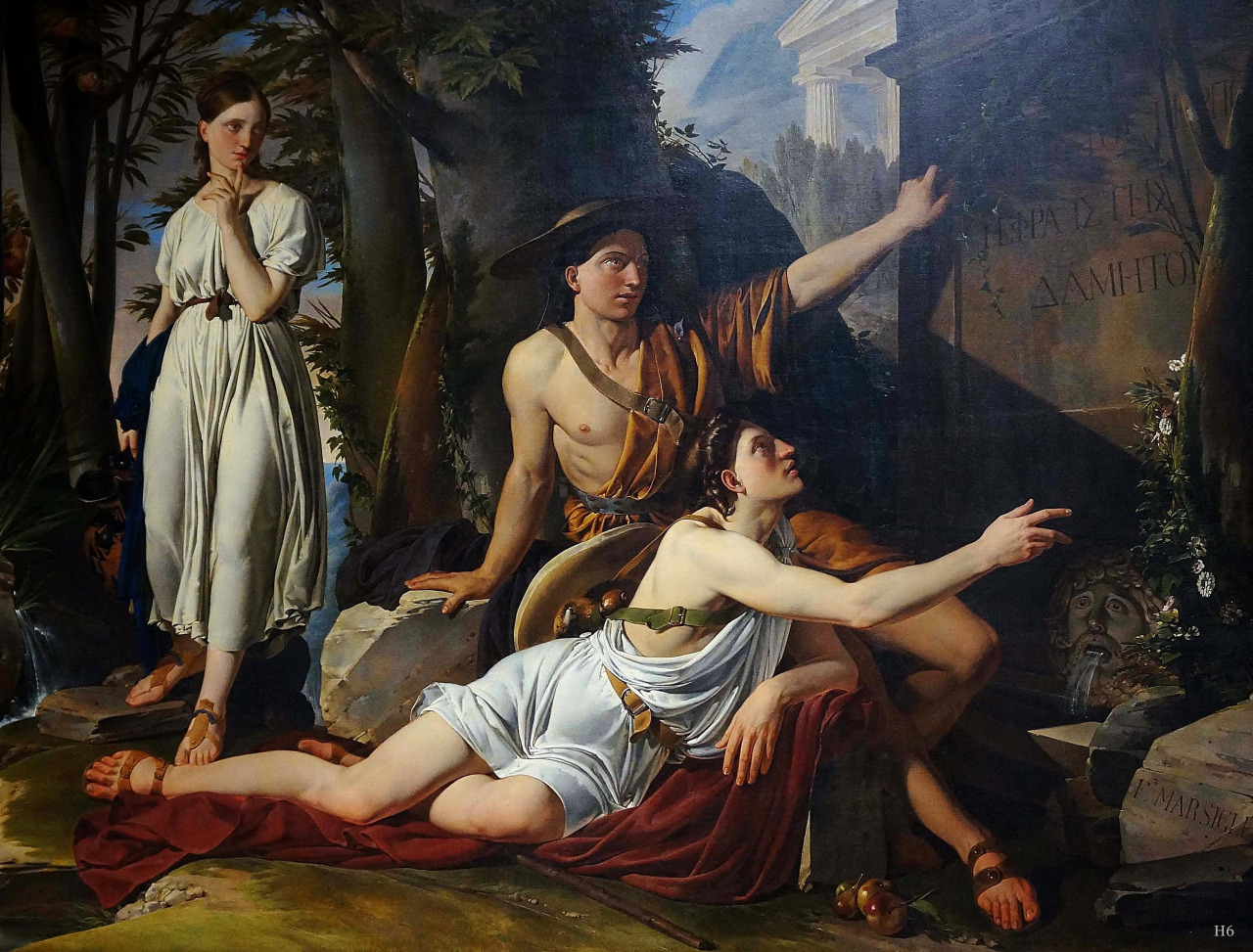
Bergers d'Arcadie lisant une inscription grecque (1830).